# Mistrzostwa Świata Juniorów w Hokeju na Lodzie 2022/II Dywizja
Mistrzostwa Świata Juniorów w Hokeju na Lodzie II dywizji 2012 odbywają się w dwóch państwach: w Rumunii (Braszów) oraz w Serbii (Belgrad). Zawody grupy A rozgrywane są w dniach 13–19 grudnia 2021 roku, a grupy B 10-15 stycznia 2022 roku.
W mistrzostwach drugiej dywizji uczestniczyło 12 zespołów, które zostały podzielone na dwie grupy po 6 zespołów. Rozgrywały one mecze systemem każdy z każdym. Pierwsza drużyna turnieju grupy A awansowała do mistrzostw świata dywizji IB, ostatni zespół grupy A zagra w grupie B, zastępując zwycięzcę turnieju grupy B. Najsłabsza drużyna grupy B spadła do trzeciej dywizji.
Hale, w których odbyły się zawody to:
- Olympic Ice Rink (Braszów)
- TBD (Belgrad)

## Grupa A
Wyniki
| 13 grudnia 2021 | Wielka Brytania | 13:00 | Hiszpania | Olympic Ice Rink, Braszów |

| 13 grudnia 2021 | Litwa | 16:30 | Włochy | Olympic Ice Rink, Braszów |

| 13 grudnia 2021 | Korea Południowa | 20:00 | Rumunia | Olympic Ice Rink, Braszów |

| 14 grudnia 2021 | Wielka Brytania | 13:00 | Litwa | Olympic Ice Rink, Braszów |

| 14 grudnia 2021 | Hiszpania | 16:30 | Korea Południowa | Olympic Ice Rink, Braszów |

| 14 grudnia 2021 | Włochy | 20:00 | Rumunia | Olympic Ice Rink, Braszów |

| 16 grudnia 2021 | Włochy | 13:00 | Hiszpania | Olympic Ice Rink, Braszów |

| 16 grudnia 2021 | Wielka Brytania | 16:30 | Korea Południowa | Olympic Ice Rink, Braszów |

| 16 grudnia 2021 | Litwa | 20:00 | Rumunia | Olympic Ice Rink, Braszów |

| 17 grudnia 2021 | Korea Południowa | 13:00 | Włochy | Olympic Ice Rink, Braszów |

| 17 grudnia 2021 | Hiszpania | 16:30 | Litwa | Olympic Ice Rink, Braszów |

| 17 grudnia 2021 | Rumunia | 20:00 | Wielka Brytania | Olympic Ice Rink, Braszów |

| 19 grudnia 2021 | Litwa | 13:00 | Korea Południowa | Olympic Ice Rink, Braszów |

| 19 grudnia 2021 | Włochy | 16:30 | Wielka Brytania | Olympic Ice Rink, Braszów |

| 19 grudnia 2021 | Rumunia | 20:00 | Hiszpania | Olympic Ice Rink, Braszów |

Tabela
| Lp | Zespół           | M | Pkt | Z | Zd | Pd | P | G+ | G- | +/- |
| -- | ---------------- | - | --- | - | -- | -- | - | -- | -- | --- |
| 1. | Hiszpania        | 0 | 0   | 0 | 0  | 0  | 0 | 0  | 0  | 0   |
| 2. | Korea Południowa | 0 | 0   | 0 | 0  | 0  | 0 | 0  | 0  | 0   |
| 3. | Litwa            | 0 | 0   | 0 | 0  | 0  | 0 | 0  | 0  | 0   |
| 4. | Rumunia          | 0 | 0   | 0 | 0  | 0  | 0 | 0  | 0  | 0   |
| 5. | Wielka Brytania  | 0 | 0   | 0 | 0  | 0  | 0 | 0  | 0  | 0   |
| 6. | Włochy           | 0 | 0   | 0 | 0  | 0  | 0 | 0  | 0  | 0   |

Statystyki indywidualne
- Klasyfikacja strzelców:
- Klasyfikacja asystentów:
- Klasyfikacja kanadyjska:
- Klasyfikacja +/−:
- Klasyfikacja skuteczności interwencji bramkarzy:
- Klasyfikacja średniej goli straconych na mecz bramkarzy:

Nagrody indywidualne
Dyrektoriat turnieju wybrał trójkę najlepszych zawodników na każdej pozycji:
- Bramkarz:
- Obrońca:
- Napastnik:

Najlepsi zawodnicy każdej reprezentacji wybrani przez szkoleniowców ekip